# エカテリネ・トケシェラシヴィリ
エカテリネ・トケシェラシヴィリ（グルジア語: ეკატერინე ტყეშელაშვილი、グルジア語ラテン翻字: Ekaterine Tkeshelashvili、1977年5月23日 – ）は、ジョージアの法学者、政治家。外務大臣、法務大臣、検事総長、国家安全保障会議書記、副首相兼再統合問題担当国務大臣などを歴任。

## 生涯
1977年5月23日にジョージアの首都トビリシで誕生。1999年にトビリシ国立大学の国際法学・国際関係学部を卒業し、赤十字国際委員会の駐ジョージア事務所に弁護士として就職。その後、メリーランド大学IRISセンターのトビリシ事務所で弁護士を務めた。
1997年10月9日から1999年9月10日までジョージア外務省外交政策研究分析センター主任分析官。2001年6月1日から11月1日までニューヨーク市の人権弁護士委員会で担当弁護士。2002年12月から2003年5月までオランダ・ハーグの旧ユーゴスラビア国際戦犯法廷でインターン勤務。

## 政治経歴

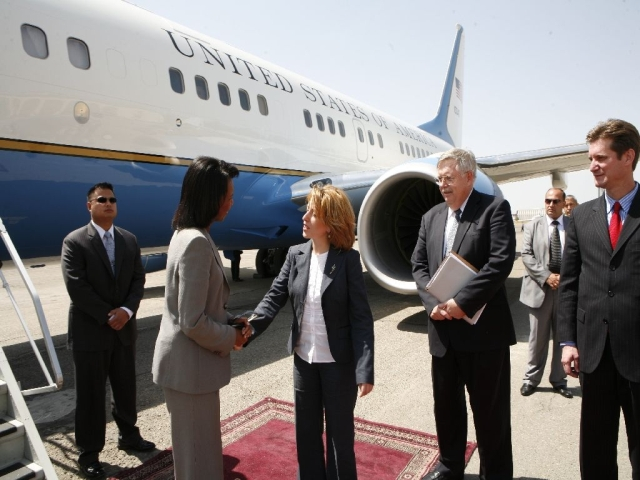
米ライス国務長官を出迎えするトケシェラシヴィリ外務大臣（2008年8月)

トケシェラシヴィリは法務副大臣（2004年2月1日–2005年9月1日）、内務副大臣（2005年9月1日–2006年5月1日）トビリシ控訴裁判所議長（2006年5月1日–2007年8月1日）を歴任。
その後2007年8月から2008年1月まで法務大臣を、2008年1月から5月まで検事総長を務めた。2008年5月5日、外務大臣に就任。この任命に関しては、事実上の独立状態にあるアブハジアおよび南オセチアをめぐるロシアとの緊張関係への対応、そしてNATO加盟を目指すジョージアの思惑が込められた。在任中、彼女は現存するすべての問題に対して平和的な解決策を見つけるために積極的な外交を進めることを求めた。2008年12月5日、内閣改造に伴いトケシェラシヴィリは国家安全保障会議書記に転任。後任の外務大臣にはグリゴル・ヴァシャゼが入った。その後2010年から2012年まで再統合問題担当国務大臣を務めた。
2017年からウクライナにおけるEU腐敗防止イニシアティブ代表。またキエフの市民政治スクール教員、トビリシの国際黒海大学教員を務めた。

## 私生活
トケシェラシヴィリは夫との間に、子供2人を産んだ。彼女は母語のジョージア語に加えて、英語、ロシア語、フランス語を話すことができる。